# Ernst Wüst (Fußballspieler)
Ernst Wüst (* 10. Februar 1923), ein ehemaliger deutscher Fußballspieler, der 1952/53 für Empor Lauter, in der DDR-Oberliga, der höchsten Liga im DDR-Fußball, spielte. 

## Sportliche Laufbahn
Als zur Saison 1950/51 für den Bereich des DDR-Fußballs als Unterbau zur Oberliga die DDR-Liga installiert wurde, gehörte zum Teilnehmerfeld auch der sächsische Vizemeister, die Betriebssportgemeinschaft (BSG) Wismut aus Lauter. Im Kader stand der 27-jährige Ernst Wüst. Lauters Trainer Friedrich Müller setzte ihn in den 18 Punktspielen sowohl als Stürmer wie auch in der Abwehr ein. Bei seinem zweiten Einsatz, in der Begegnung Wismut Lauter – Lok Nordhausen, erzielte er beim 4:0-Sieg sein einziges Tor in der DDR-Liga. In der Saison 1951/52 wurde er zum Stammspieler der BSG, die nun als Empor Lauter antrat. Unter dem neuen Trainer Walter Fritzsch bestritt er alle 22 Ligaspiele, in denen er regelmäßig als rechter Verteidiger eingesetzt wurde. Damit hatte er auch erheblichen Anteil am Aufstieg seiner Mannschaft in die DDR-Oberliga. Als einziger Spieler der BSG Empor bestritt Wüst 1952/53 alle 32 Oberligaspiele, wobei er nun abwechselnd rechts oder links in der Abwehrreihe stand. 
Am Ende der Saison war Ernst Wüst 30 Jahre alt, und er beendete seine Laufbahn als Leistungssportler. In der Saison 1956 (Kalenderjahr-Spielzeit) tauchte er noch einmal in der DDR-Liga bei Aufbau Großräschen auf, wo er von 26 Ligaspielen vier Partien bestritt. 